# Timotheos Christofi
Timotheos Christofi (Grieks: Τιμόθεος Χριστοφή) (Nicosia, 12 november 1987) is een Cypriotisch voetbalscheidsrechter. Hij werd vanaf 2018 opgenomen door FIFA en UEFA en fluit sindsdien internationale wedstrijden. Hij is ook actief in de UEFA Youth League.
Op 10 juli 2018 maakte Christofi zijn debuut in Europees verband tijdens een wedstrijd tussen KF Shkëndija 79 en The New Saints FC in de voorrondes van de UEFA Champions League. De wedstrijd eindigde op 5–0.
Zijn eerste interland floot hij op 3 september 2020 toen Letland 0–0 gelijkspeelde tegen Andorra.

## Interlands
| Datum            | Plaats        | Wedstrijd         | Uitslag | Competitie             | Kreeg geel | Kreeg voor de tweede keer geel en dus rood | Weggestuurd |
| ---------------- | ------------- | ----------------- | ------- | ---------------------- | ---------- | ------------------------------------------ | ----------- |
| 3 september 2020 | Riga, Letland | Letland – Andorra | 0 – 0   | Nations League 2020/21 | 5          | 0                                          | 1           |

Laatste aanpassing op 6 september 2020